# Magdalena Chocano
Magdalena Chocano Mena (Lima, 1957) es una poeta e historiadora peruana. Su primer poemario fue publicado en 1983 bajo el título de Poesía a Ciencia Incierta, con el cual obtuvo el 1° puesto de los Juegos Florales de la UNMSM. De profesión es historiadora y ha publicado diversos estudios sobre México y Perú.

## Biografía
Se licenció en Historia en la Pontificia Universidad Católica del Perú, posteriormente realizó una Maestría de Historia Andina en FLACSO (Ecuador). Culminó el Doctorado en Filosofía en la State University of New York at Stony Brook (Estados Unidos). Ha trabajado como investigadora en la Universidad de Barcelona y otras. Actualmente se desempeña como docente en el área de Humanidades de la PUCP.

## Poética
Su producción poética se inicia con la publicación de ‘Poesía a Ciencia Incierta’, que comprende dieciséis poemas divididos en cuatro estaciones, con el cual logró el 1° puesto en los Juegos Florales de la Universidad Mayor de San Marcos en 1982.

## Obra

### Poesía
- Poesía a Ciencia Incierta (Lima: Safo Ediciones, 1983) | 1° Premio de los Juegos Florales de la UNMSM (1982)
- Estratagema en claroscuro (Lima: Instituto Nacional de Cultura, 1986)
- Contra el ensimismamiento (partituras) (Barcelona: Ediciones insólitas, 2005)
- Otro desenlace (Barcelona: Ediciones insólitas, 2008)
- Poems read in London. 1ª edición. Londres: Lagniappe, 1995. Trads. de Larisa Chaddick y William Rowe (EE. UU.: Cardboard House Press, 2015) [Antología Bilingüe][4]
- Objetos de distracción (Lima: Ediciones insólitas, 2016)
- Objetos de distracción & Laberinto (Lima: Ediciones imaginarias 2017).[5]

### Historia
- La América Colonial (1492 – 1763) (Madrid: Síntesis, 2000)
- La fortaleza docta [élite letrada y dominación social entre México colonial siglo XVI-XVII] (Barcelona: Ediciones Bellaterra, 2000)
- Huellas del mito prehispánico en la Literatura Latinoamericana [editora con William Rowe y Helena Usandizaga] (Madrid: Iberoamericana Editorial Vervuert, 2011)
- Una historia provincial: Conchucos, de la Colonia a la República [territorio, población y economía] (Lima: Fondo Editorial del Congreso del Perú, 2016)
- El Perú tal como es [editora] (Lima: BCR-IEP, 2019)

### Traducciones
- Stalingrado [Antony Beevor] (España: Crítica, 2000)
- El Renacimiento Europeo [Peter Burke] (España: Crítica, 2000)[6]
- Gulag. Historia de los campos de concentración soviéticos. [Anne Applebaum] (España: Debate, 2004)[7]